# Vine Grove, Kentucky
Vine Grove är en ort i Hardin County i delstaten Kentucky, USA.